# Beryl Cunningham
Beryl Cunningham (Montego Bay, 8 agosto 1946 – Borbona, 11 dicembre 2020) è stata un'attrice, cantante e conduttrice televisiva giamaicana naturalizzata italiana, interprete di film negli anni settanta e soprannominata "Onda Nera".

## Biografia
Figlia di un professore universitario, si trasferisce a Londra dopo il diploma per frequentare la facoltà di giurisprudenza ed intraprendere la carriera di modella.

### Carriera

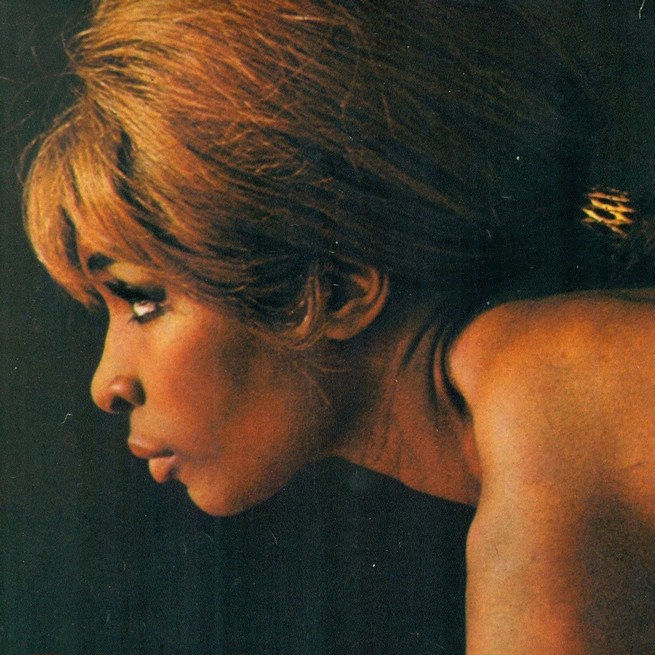
Cunningham in un servizio fotografico su Playmen (1968)

Giunta in Italia nella seconda metà degli anni sessanta per lavorare nel cinema e come fotomodella, nel dicembre 1968 appare in un servizio fotografico di Fabrizio Zampa per la rivista patinata Playmen; viene notata dal produttore Carlo Maietto, che la fa recitare nel film Le salamandre (1969), in cui la Cunningham recita senza essere pagata.
Nel corso degli anni passa attraverso vari generi, dal giallo all'horror fino al cinema d'autore con Ettore Scola. Diventa la seconda moglie di Piero Vivarelli e conseguentemente madre adottiva del figlio di Piero, Oliviero. Con Vivarelli gira i suoi due più grandi successi: Il dio serpente (1970) e Il Decamerone nero (1972).
La grande popolarità ottenuta in Italia con il successo de Il dio serpente consente alla Cunningham di dedicarsi all'attività di presentatrice, conducendo il Cantagiro 1971 con Daniele Piombi e Nuccio Costa, e di cantante, incidendo tra le altre una cover del successo di Jula de Palma Tua.
Nel 1979 effettua una lunga tournée in tutta Italia, Gran baldoria, con tre ballerine, due ballerini e le coreografie di Franco Estil, che parte il 4 agosto dalla Costa Smeralda; nello stesso anno è ospite fissa del programma televisivo Playboy di mezzanotte.

### Ultimi anni
Nel 1981 pubblica un libro di ricette afrodisiache giamaicane, pubblicato dalla Crochet Edizioni e intitolato La cucina giamaicana.
Ritiratasi a vita privata nel corso degli anni ottanta, fa perdere le sue tracce fino alla morte in una clinica di Borbona nel dicembre 2020, all'età di 74 anni; la notizia viene resa nota alcuni mesi dopo la scomparsa.

## Filmografia

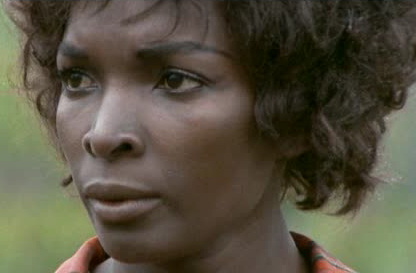
Cunningham ne Il dio serpente (1970)

- Knight Errant Limited – serie TV, episodio 3x34 (1961)
- Il re Manfredi, regia di Piero Regnoli (1962)
- Sexy che scotta, regia di Franco Macchi (1963)
- Anthar l'invincibile, regia di Antonio Margheriti (1964)
- Curse of the Voodoo, regia di Lindsay Shonteff (1965)
- Temptation, regia di Lamberto Benvenuti (1969)
- Le salamandre, regia di Alberto Cavallone (1969)
- Tarzana, sesso selvaggio, regia di Guido Malatesta (1969)
- Così dolce... così perversa, regia di Umberto Lenzi (1969)
- Una storia d'amore, regia di Michele Lupo (1969)
- Il dio chiamato Dorian (Das Bildnis des Dorian Gray), regia di Massimo Dallamano (1970)
- La morte risale a ieri sera, regia di Duccio Tessari (1970)
- Concerto per pistola solista, regia di Michele Lupo (1970)
- Il dio serpente, regia di Piero Vivarelli (1970)
- Quickly... spari e baci a colazione, regia di Alberto Cavallone (1971)
- Käpt'n Rauhbein aus St. Pauli, regia di Rolf Olsen (1971) - non accreditata
- Il Decamerone nero, regia di Piero Vivarelli (1972)
- Tutto in comune, regia di Amerigo Alberani (1974)
- Brutti, sporchi e cattivi, regia di Ettore Scola (1976)
- La nipote del prete, regia di Sergio Grieco (1976)
- L'isola degli uomini pesce, regia di Sergio Martino (1979)
- Il giustiziere della strada, regia di Giuliano Carnimeo (1983)

## Doppiatrici italiane
- Vittoria Febbi in Concerto per pistola solista, Le salamandre
- Flaminia Jandolo in Così dolce... così perversa
- Mirella Pace in Il dio serpente

## Discografia parziale

### Singoli
- 1972 – Djamballa (Il Dio Serpente)/Calypso Blues (RCA, 7")
- 1972 – La reina bella (RCA, 7")
- 1976 – To Charlie Club (SB, 7")
- 1976 – Lover Baby/Come On Let's Black Love (Dany Record, DR 1006, 7")
- 1978 – Tua/Why-O (Love, MD F 007, 7")
- '70 – Charlie/Black Key (7")

## Libri
- La cucina giamaicana, Milano, Crochet, 1981.